# Anton Schneider (Oberamtmann)
Anton Schneider, auch Antonius (* 11. Februar 1802 in Siegelau; † 16. Mai 1879) war ein deutscher Jurist und Oberamtmann.

## Leben
Als Sohn eines Berghausbesitzers geboren, studierte Schneider Philosophie, dann Rechtswissenschaften in Freiburg im Breisgau. Während seines Studiums wurde er 1824 Mitglied des burschenschaftlich geprägten Academisch-Geetzlichen Vereins („Neutralia“). 1826 bis 1836 war er als Rechtspraktikant und Aktuar bei den Bezirksämtern St. Blasien, Lörrach und Überlingen tätig, 1836 wurde er Amtsassessor und Amtmann in Tauberbischofsheim. 1839 wurde er Amtmann in Heidelberg. Als Amtsvorstand ging er 1841 zurück nach Tauberbischofsheim. Hier wurde er 1845 zum Oberamtmann ernannt und ging 1848 als solcher nach Gerlachsheim, 1858 nach Ladenburg und 1864 nach Ettenheim.